# リトアニア社会民主連合
リトアニア社会民主連合（リトアニア語: Lietuvos socialdemokratų sąjunga、略称: LSDS）は、かつて存在したリトアニアの政党である。

## 歴史
リトアニア社会民主党 (LSDP) がリトアニア民主労働党 (LDDP) との合併に向けて同党との連携をすすめるなか、合併に反対する党員を中心に1998年、LSDP内の会派「社会民主主義2000」 („Socialdemokratija 2000“) が設立された。1999年、2000年国会議員選挙に向けて両党が選挙連合を組むことになると、「社会民主主義2000」は社会民主党から分離し、別個の政党として独立した。1999年12月27日、法務省に政党として登録された。
リマンタス・ダギースが初代党首に就任した。ダギースは2002年リトアニア大統領選挙に立候補したが、得票率0.09%で惨敗した。ダギースは2003年、祖国連合に移った。
2003年、「社会民主主義2000」はリトアニア社会民主連合 (LSDS) に名称変更した。2003年よりアルヴィーダス・アクスティナヴィチュスが社会民主連合の党首を務めている。
2014年11月29日、アクスティナヴィチュス党首は社会民主連合の活動を停止することを発表した。党員の一部はリトアニア農民・緑の連合 (LVŽS) へと合流した。

## 歴代党首
- リマンタス・ダギース（リトアニア語版）（1999年 - 2003年）
- アルヴィーダス・アクスティナヴィチュス（リトアニア語版）（2003年 - 2014年）